# 椙山歴史文化館
椙山歴史文化館（すぎやまれきしぶんかかん）とは、椙山女学園大学内に設置された歴史資料館である。

## 概要
創設者・椙山正弌生誕130周年の記念事業として、椙山女学園の歴史と伝統を知る資料を展示するために開館。学園関係者による絵画・書・写真等を展示する文化展示室も設置している。

## 所在地
- 愛知県名古屋市千種区星が丘元町17-3　　
  - 椙山女学園大学 星が丘キャンパス 大学図書館内

## 開館時間
- 水曜日：10:00 - 16:00
- 土曜日：10:00 - 13:30